# Феномен Баадера — Майнхоф
Фено́мен Баа́дера — Ма́йнхоф (англ. the Baader–Meinhof phenomenon), также иллюзия частотности (англ. frequency illusion) — когнитивное искажение, при котором недавно узнанная информация, появляющаяся вновь спустя непродолжительный период времени, воспринимается как необычайно часто повторяющаяся.

## Происхождение названия
Название «феномен Баадера — Майнхоф» данное явление получило в 1994 году, когда американская ежедневная газета St. Paul Pioneer Press, издававшаяся в г. Сент-Пол, штат Миннесота, опубликовала историю одного из читателей. В ней рассказывалось о том, что знакомый отправителя в течение суток дважды услышал о ранее неизвестной ему «банде Баадера — Майнхоф» — немецкой леворадикальной террористической организации «Фракция Красной Армии», одними из лидеров которой были Андреас Баадер и Ульрика Майнхоф. Вскоре редакция газеты получила большое количество историй от других читателей, оказывавшихся в схожей ситуации, что поспособствовало более широкому использованию и распространению предложенного названия.
В 2005 году профессор Стэнфордского университета Арнольд Цвики, описывая похожее искажение сознания, предложил термин «иллюзия частотности» (frequency illusion). Сегодня эти названия зачастую используются в качестве взаимозаменяемых.

## Объяснение явления
Арнольд Цвики предположил, что иллюзия частотности является результатом совместного действия двух когнитивных искажений: селективного внимания (selective attention) и склонности к подтверждению своей точки зрения (confirmation bias). Селективное (выборочное) внимание позволяет сознанию отбирать для дальнейшей обработки приоритетную информацию, обладающую наибольшей степенью релевантности для конкретной ситуации, и отбрасывать остальной, не имеющий на определённый момент важности массив воспринимаемой информации. Склонность к подтверждению своей точки зрения представляет собой тенденцию отдавать предпочтение информации, которая соответствует разделяемой точке зрения, вне зависимости от её истинности. При этом информация в большинстве случаев подбирается выборочно, интерпретируется предвзято и недостоверно фиксируется в памяти. Таким образом, приоритетность обработанной сознанием новой информации, подкреплённая зачастую непреднамеренной предвзятостью при оценке повторных случаев её восприятия, обуславливает возникновение феномена.
Отличительная особенность феномена Баадера — Майнхоф заключается в том, что значительное количество упоминаний конкретной информации и возросший интерес к ней в обществе на самом деле не являются таковыми. В случае с частотной иллюзией подобная ситуация лишь воспринимается специфически человеком, находящимся под воздействием феномена. При возникновении устойчивого повышения интереса общества или его части к определённому явлению (например, новое понятие, новая песня, книга и т. д.) существует вероятность того, что человек узнает о данном явлении на начальном этапе или в разгар его популярности. Соответственно, количество упоминаний о нём действительно будет увеличиваться, что подтверждает реальность, а не иллюзорность восприятия.

## Практическая значимость феномена
В маркетинге эффект иллюзии частотности может применяться для привлечения внимания покупателя к продукту. Как показывают исследования, искусное продвижение бренда и реклама товара с использованием различных каналов и методов (яркие логотипы, запоминающийся аудио- и видеоконтент) способны заставить потенциального покупателя подсознательно думать о предложении. Это, в свою очередь, в конечном итоге может поспособствовать совершению покупки.
В сфере медицинской диагностики и лечения иллюзия частотности может проявляться следующим образом: с одной стороны, врач, недавно ознакомившийся с описанием или конкретным примером определённого заболевания, впоследствии склонен в течение некоторого временного промежутка проводить дополнительную диагностику, нацеленную на выявление данного заболевания, при наличии характерных симптомов. С другой стороны, существует опасность целенаправленного стремления подтвердить предполагаемый диагноз при игнорировании альтернативных вариантов.
Феномен Баадера — Майнхоф может использоваться в позитивном мышлении для формирования осознанного мышления. С точки зрения концепции, осведомлённость о тенденции сознания выделять и подтверждать важную и релевантную информацию позволяет создавать и эффективно поддерживать паттерны позитивного влияния мышления за счёт вычленения соответствующих элементов из окружающей действительности.